# The Honeymooners (film 1912 Lubin)
The Honeymooners è un cortometraggio muto del 1912. Il nome del regista non viene riportato nei credit del film che, prodotto dalla Lubin Manufacturing Company, era interpretato da Harry Myers e May Buckley.

## Produzione
Il film fu prodotto dalla Lubin Manufacturing Company.

## Distribuzione
Distribuito dalla General Film Company, il film - un cortometraggio di due bobine - venne distribuito nelle sale statunitensi il 30 maggio 1912.